# José Luis Coll
José Luis Coll García (Conca, 23 de maig de 1931 - Madrid, 6 de març de 2007) va ser un humorista i escriptor espanyol, conegut fonamentalment per la parella humorística que va formar amb Luis Sánchez Polack, Tip i Coll.

## Biografia

### Inicis
Orfe de pare amb tan sols un any, la seva mare es va exiliar en Argentina després de la Guerra Civil Espanyola i Coll va ser criat pels seus avis.
Després d'estudiar el batxillerat i cinc anys de piano, va treballar en una oficina de repartiment mentre col·laborava en el diari local Ofensiva. També va començar estudis de Dret, que no arribaria a completar.

### Anys cinquanta: Ràdio i Teatre
El 1955 es va traslladar a Madrid i, sota el patrocini de César González Ruano, va començar a donar-se a conèixer com a humorista i va col·laborar en el setmanari d'humor La Codorniz (1959) i en Ràdio Nacional d'Espanya.
També en aquella època debuta sobre un escenari, interpretant en la temporada 1955- 1956 l'obra Ninette y un señor de Murcia, de Miguel Mihura. Més endavant va substituir a José Luis López Vázquez a l'obra Amor, al Teatre Marquina de Madrid i va intervenir en Les dones sàvies, de Molière amb la Companyia del Teatre Espanyol. El 1959 es vincula artísticament a Celia Gámez, de la companyia del qual es converteix en primer actor i amb la que participa en els espectacles Buenos días, amor i El baile del Savoy.

### Anys seixanta: Cinema i Televisió
El seu debut cinematografico es produeix el 1960 amb la pel·lícula Días de feria, de Rafael J. Salvia, que seguirien, entre d'altres El verdugo (1963), de Luis García Berlanga, Historias de la televisión (1965), de José Luis Sáenz de Heredia, i nombroses comèdies de l'època, com Los chicos con las chicas (1968), Las Ibéricas F.C. (1971) o Una chica casi decente (1971).
Des de 1961 va treballar com a guionista en diversos programes de Televisió Espanyola, com 'La tortuga perezosa (1961-1963), Tele-domingo, Aquí la Ponderosa, Sonría, por favor i La vida discreta de Walter Gómez. Intervé també en espais com Cita con el humor (1963) i El último café (1970).
La seva estrena com a autor teatral es produeix el 1962, amb l'obra Los sueños de unos locos de verano, escrita junt amb Manuel Ruiz Castillo.
A partir de 1967 va formar amb el seu amic Luis Sánchez Polack la parella còmica Tip y Coll, aconseguint una enorme popularitat en les seves actuacions teatrals i televisives.

### Anys setanta: Tip i Coll
Veure article principal: Tip i Coll.

### Anys vuitanta i noranta: Televisió i Ràdio
Quan ja la parella artística començava a espaiar les seves intervencions, ambdós integrants es van centrar en les seves respectives carreres en solitari. Coll iniciava la seva trajectòria com a presentador de televisió. Primer en Tve, col·laborant amb l'humorista Pedro Ruiz en els programes Como Pedro por su casa (1985) i Esta noche Pedro (1986) - on conduïa la secció Pirulí que te ví al costat d'Ana Obregón - així com el concuso L'hora del TPT. I més tard en Telecinco amb el programa de debat Hablando se entiende la gente (1990-1993).
També s'incorpora a l'espai El debat de la Nació, tertúlia humorística i satírica emesa en el programa de ràdio Protagonistes, que dirigia Luis del Olmo Marote a la COPE i més endavant en Onda Cero.
El 1993 Telecinco li encarrega conduir la versió televisiva de l'espai, i així neix Aquest país necessita un repàs, que compta amb bona part dels contertulians de l'espai radiofònic: Antonio Mingote Barrachina, Antonio Ozores, Alfonso Ussía, Chumy Chúmez i el mateix Tip. El programa aconsegueix el suport del públic i es manté en pantalla fins al 1994.
Després de la cancel·lació d'Aquest país necessita un repàs, Coll intervindria en altres programes que, tanmateix, no van collir un gran èxit d'audiència, com Vaya nochecita (1995), amb Pepe Carrol o Somriures d'Espanya (1996), amb Paula Vázquez, ambdós a Antena 3.
La mort de la seva parella artística, Tip, el 1999, va ser, segons va dir, un dels fets més tristos de la seva vida.

### Els últims anys
L'octubre d'aquell any va posar en escena un espectacle-homenatge a Barcelona, compartint anècdotes de les gairebé tres dècades d'agermanament professional amb Luis Sánchez Polack. El gener de 2000 va protagonitzar el muntatge teatral Jo, un monòleg en el qual, des de l'òptica de l'humor, abordava els temes més dispars.
El 24 de febrer de 2007, Coll va sofrir un atac al cor en ple carrer, caient i colpejant-se el cap, produint-se un accident vascular cerebral. Va ser ingressat en estat molt greu en l'La Paz. Amb prou feines 10 dies després, el 6 de març, moria en l'esmentat hospital a conseqüència d'una disfunció multiorgànica als 75 anys.

## Llibres publicats
- Cosas Mías (1976)
- El diccionario de Coll (1979)
- Las dedicatorias de Coll (1980)
- Epitafios (1982)
- Poemas (1983)
- Debajo de mi sombrero (1985)
- El hermano bastardo de Dios (1985)
- Algo para leer (1987)
- El eroticoll (1991)
- ¡Firmes! (1994)
- La cadena (1996)
- Lo mejor y lo peor de José Luis Coll (1999)
- Diccionario Coll del siglo XXI (2001)
- Pensaciones (2001)

## Curiositats
- Estava casat amb Clotilde ('Tilda'), des del 16 de gener de 1961 i tenia cinc fills.
- Gran aficionat al billar, va arribar a ser President de la Federació espanyola.
- Va crear una estreta amistat amb el que fore President del Govern d'Espanya Felipe González (amb el qual jugava al billar).
- El seu últim aniversari, el maig de 2006, ho va celebrar representant Tres barrets de copa de Miguel Mihura perquè, segons les seves pròpies paraules, el treball al teatre va ser el que més satisfaccions li havia donat a causa de la proximitat del públic. Una de les seves últimes aparicions públiques va ser el desembre del 2006 amb motiu de la gala del cinquantè aniversari de Tve.